# Đội tuyển Fed Cup Mozambique
Đội tuyển Fed Cup Mozambique đại diện Mozambique ở giải đấu quần vợt Fed Cup và được quản lý bởi Liên đoàn Quần vợt Mozambique.
Mozambique hiện tại thi đấu ở Nhóm III khu vực Âu/Phi.

## Đội hình hiện tại (2017)
- Ilga Adolfo Joao
- Claudia Sumaia
- Marieta De Lyubov Nhamitambo

## Lịch sử
Mozambique tham dự kì Fed Cup đầu tiên vào năm 2015.